# Egon Wolff (Dramatiker)
Egon Wolff (geboren 13. April 1926 in Santiago de Chile; gestorben 2. November 2016 in Santiago de Chile) war ein chilenischer Dramatiker. 

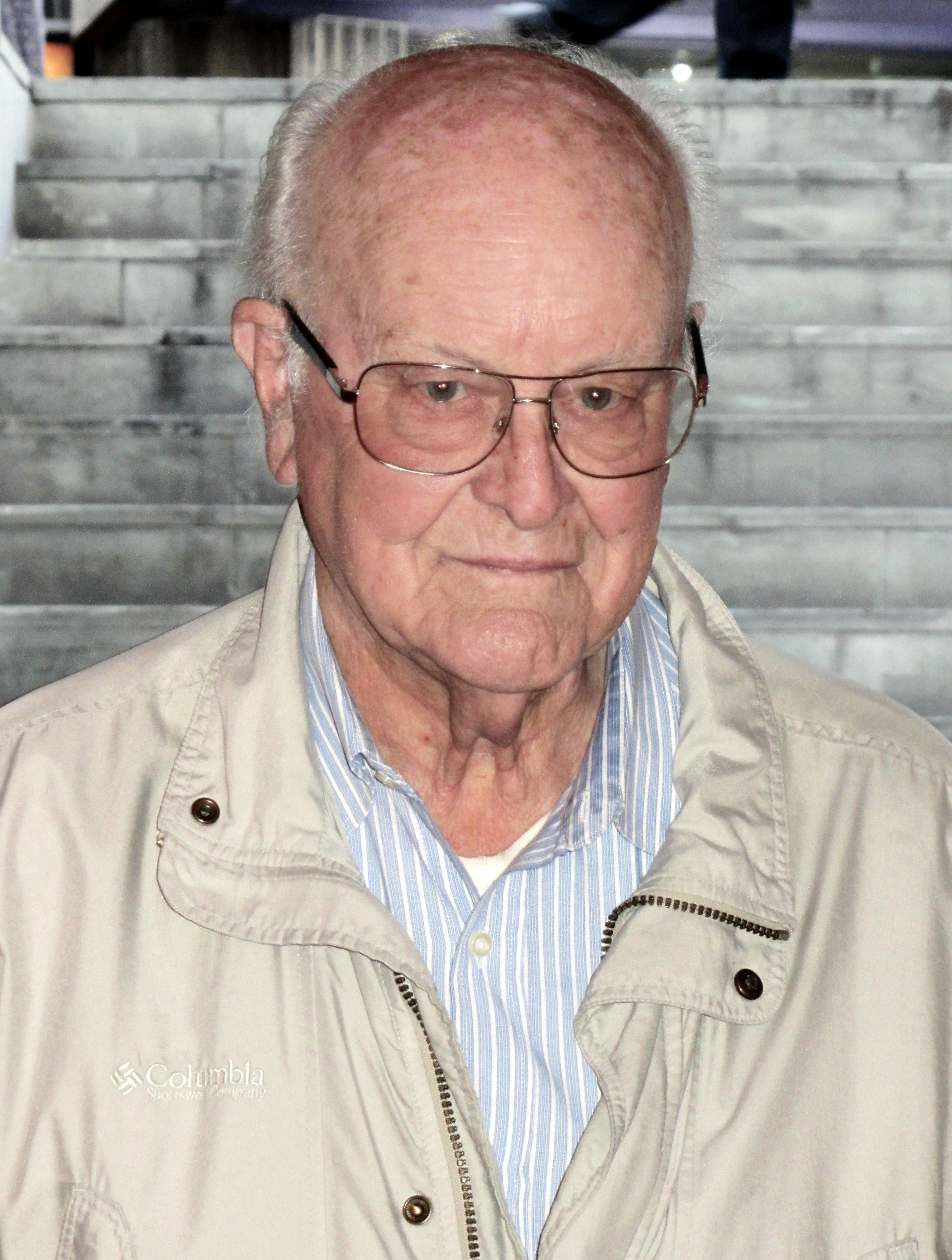
Egon Wolff (2015)

## Leben
Egon Raúl Wolff Grobler war ein Sohn deutscher Einwanderer. Er absolvierte ein Studium zum Chemieingenieur an der Universidad Católica de Chile und arbeitete in dem Beruf. 1957 begann er für das Theater zu schreiben. 1960 erhielt er ein Fulbright-Stipendium für ein Theater-Studium an der Yale University. Mit seinem Stück Invasoren wurde er 1963 international bekannt. Das Stück wurde im Erscheinungsjahr von Víctor Jara am Instituto del Teatro de la Universidad de Chile herausgebracht. Wolff schrieb an die 30 Stücke. Er erhielt 1970 den Premio Casa de las Américas und 2013 den Premio Nacional de Artes de la Representación y Audiovisuales de Chile. Wolff war Mitglied der Academia Chilena de la Lengua.
Wolff war mit Carmen Peña verheiratet, sie hatten zwei Kinder. 

## Werke (Auswahl)
- Mansión de lechuzas. 1957
- Discípulos del miedo. 1958
- Parejas de trapo. 1959
- Niñamadre. 1961
- El signo de Caín. 1958
- Los invasores. 1963

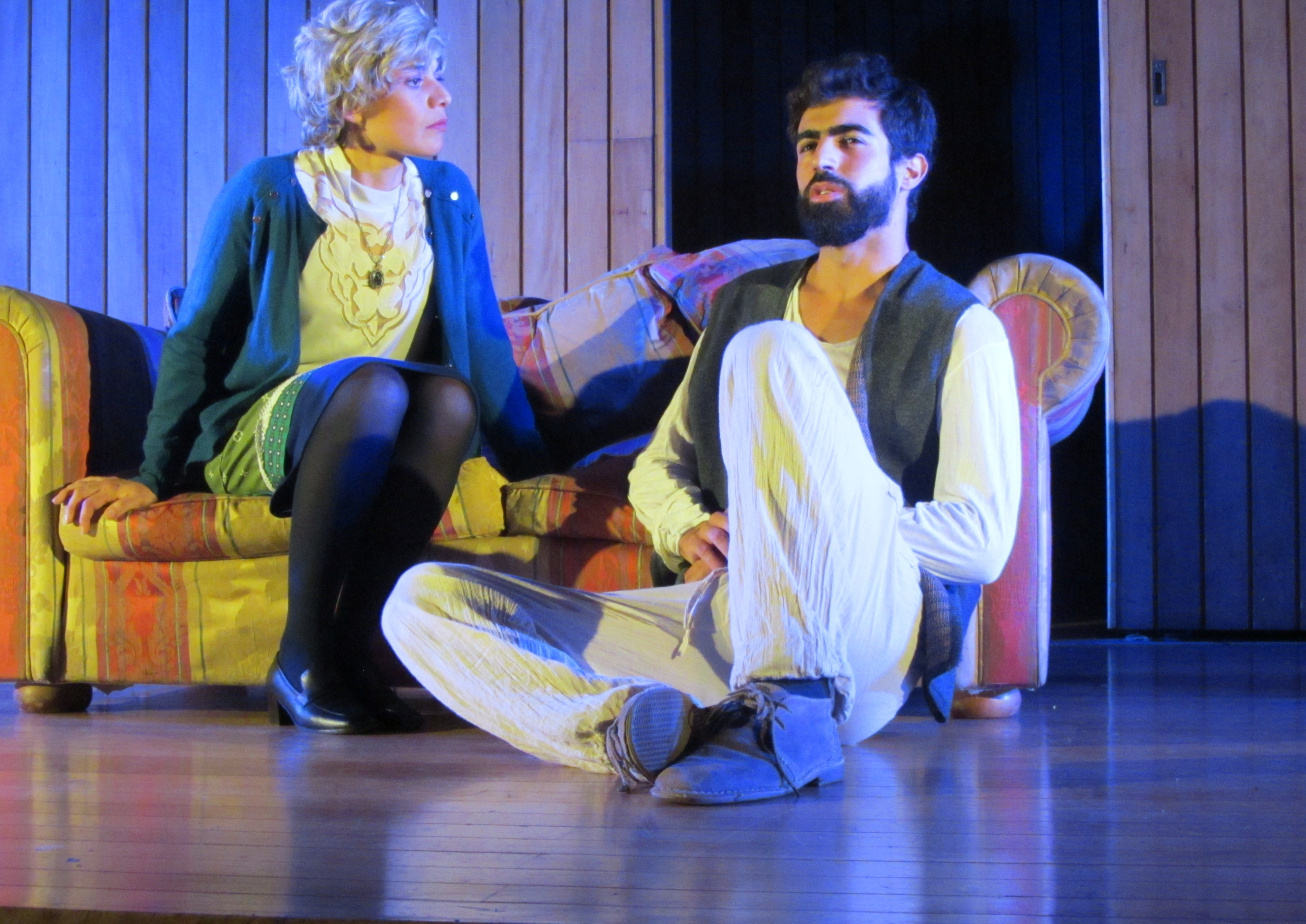
Szenenbild aus José (2015)

  - Invasoren. Übersetzung Gerd-Rainer Prothmann, in: Heidrun Adler; María de la Luz Hurtado (Hrsg.): Theaterstücke aus Chile. Frankfurt am Main : Iberoamericana Vervuert, 2000, S. 11ff.
- Flores de papel. 1970
  - Papierblumen. Norderstedt : Vertriebsstelle und Verl. Dt. Bühnenschriftsteller u. Bühnenkomponisten, 1978, Ms.
- Kindergarten. 1977
  - Kindergarten. Norderstedt : Vertriebsstelle u. Verl. Dt. Bühnenschriftsteller u. Bühnenkomponisten, 1985
- Espejismos. 1978
- José. 1980
- Álamos en la azotea. 1981
- El sobre Azul. 1983
- La balsa de la Medusa. 1984
- Háblame de Laura. 1985
- Invitación a comer. 1993
- Cicatrices. 1994
- Claroscuro. 1995
- Encrucijada. 2000
- Tras una puerta cerrada. 2000